# 氯酸铜
氯酸铜是一种无机化合物，化学式为Cu(ClO3)2。

## 制备
氯酸铜可由氧化铜或碱式碳酸铜和氯酸反应，或者氯酸钡和硫酸铜反应得到。

## 化学性质
氯酸铜不稳定，在100℃以上迅速分解：Cu(ClO3)2→CuO+Cl2+O2+ClO2。其水合物在100℃分解，产生碱式氯酸铜。

## 配合物
氯酸铜可以和氨形成配合物，氨配合物易爆炸。